# Lincolnvisan

Lincolnvisan, eller "En ynkelig wisa om hur Hans Majestät Abraham Lincoln blef skjuten ihjäl i Norra Amerika utaf en nedrig slafpatron", är en visa om mordet på USA:s president Abraham Lincoln den 14 april år 1865. Texten skrevs av Hans Henric Hallbäck till Lundakarnevalen 1865, bara några veckor efter mordet på Lincoln. Melodin är inspirerad av Stephen Fosters Oh! Susanna. 
Visan väckte starka reaktioner redan när den skrevs. Karnevalsvisan, som sannolikt är den mest kända i genren, är en av få karnevalsvisor från 1800-talet med tydliga politiska förtecken. Visans popularitet tilltog när Lars Bondeson plockade upp den på sin repertoar på 1890-talet.

## Bakgrund
Texten är skriven av docenten och poeten Hans Henric Hallbäck blott några veckor efter mordet på Lincoln, och till melodin av Stephen Fosters Oh! Susanna. Det är sannolikt Hallbäcks mest kända visa. Den framfördes vid Lundakarnevalen 1 maj 1865, och trycktes kort därefter. I trycket angavs den vara skriven efter en känd sjömansvisa. Lars Bondeson plockade upp visan på sin repertoar på 1890-talet, och sedan dess har den vid flera tillfällen spelats in på grammofonskiva och annan skivinspelning.
I Hallbäcks version lyder första raden Will ni höra så ynkelig en händelse? Lars Bondeson ändrade texten till Har du hört den förskräckliga händelsen... och lade till en refräng som brukar anges som "Tjolahopp tjang tjong falleladalla / tjolahopp tjang tjong fallierej," vilket ytterligare anspelade på skillingtrycken.

## Reaktioner och arv
Lincolnvisan är sannolikt den mest kända av karnevalsvisorna, det vill säga visor som skrivits för Lundakarnevalens repertoarer. Karnevalsvisorna skrevs ofta som parodier på de populära skillingtrycken. Lincolnvisan väckte som sådan mycket uppseende när den skrevs, och i vissa fall även upprörda känslor. Visan avslutades med ett niofaldigt leve för Lincoln, vilket föranledde att den amerikanske konsuln klagade. Hundra år efter visans tillkomst, i april 1965, konstaterade man i den amerikanska tidskriften The Swedish Pioneer Historical Quarterly att "även om den ska ses som sorglös parodi till programmet för studenternas backanaliska majkarneval är det ändå ett exempel på mycket dålig smak."
Lincolnvisan är en av mycket få, om möjligt den enda, av karnevalsvisorna med politiska förtecken. De flesta karnevalsvisorna är skrivna under 1880-talet, och Lundakarnevalen inträffade bara några gånger under 1860-talet. Övriga visor skrivna till dessa tidiga karnevaler har i hög grad glömts bort, och de visor som skrevs under 1880-talet och framåt anknöt i huvudsak till folkliga traditioner.
Visan finns med i Astrid Lindgrens film Rasmus på luffen. Den finns även med i Julkalendern När karusellerna sover. Freddie Wadling har spelat in en version efter Hallbäcks ursprungstext.